# ویتنی (آلاباما)
ویتنی (به انگلیسی: Whitney) یک منطقهٔ مسکونی در ایالات متحده آمریکا است که در آلاباما واقع شده‌است. ویتنی ۱۸۱٫۹۷ متر بالاتر از سطح دریا واقع شده‌است.